# Tommy Burns (football)
Pour les articles homonymes, voir Tommy Burns (homonymie) et Burns.
Thomas « Tommy » Burns, né le 16 décembre 1956 à Glasgow et mort à 51 ans le 15 mai 2008 à Glasgow, est un footballeur international écossais. Il évoluait au poste de milieu de terrain.
Tommy Burns a effectué la plus grande partie de sa carrière au Celtic FC avant d'en devenir l'entraîneur de 1994-1997 puis entraîneur des jeunes et entraîneur adjoint par la suite. De 2002 à 2006 il a aussi été le sélectionneur adjoint de l'équipe nationale d'Écosse.
En tant que joueur, Tommy a un palmarès bien garni avec notamment six titres de champion d'Écosse et quatre Coupes d'Écosse.
Il meurt à 51 ans des suites d'un cancer de la peau.

## Carrière (joueur)
- 1975-1989 : Celtic Glasgow  Écosse (352 matchs, 52 buts en championnat)
- 1989-1994 : Kilmarnock  Écosse (151 matchs, 16 buts en championnat)

## Palmarès (joueur)
- 8 sélections en équipe d'Écosse entre 1981 et 1988
- Champion d'Écosse en 1977, 1979, 1981, 1982, 1986 et 1988 avec le Celtic FC
- Vainqueur de la Coupe d'Écosse en 1977, 1980, 1985, 1988 et 1989 avec le Celtic FC
- Vainqueur de la Coupe de la Ligue écossaise en 1983 avec le Celtic FC

## Carrière (entraîneur)
- 1992-1994 : Kilmarnock  Écosse
- 1994-1997 : Celtic Glasgow  Écosse
- 1998-1999 : Reading  Angleterre
- 2002-2006 : Équipe d'Écosse (entraîneur adjoint)

## Palmarès (entraîneur)
- Vainqueur de la Coupe d'Écosse en 1995 avec le Celtic FC